# Wilhelm Friedrich von Karwinski
Wilhelm Friedrich von Karwinski, né le 19 février 1780 à Keszthely (Royaume de Hongrie), mort le 2 mars 1855 à Munich (Royaume de Bavière), est un botaniste allemand qui collecta des spécimens de plantes et d’animaux au Brésil en 1821-1823 et 1826, et au Mexique en 1827-1832 et 1840-1843.
L’abréviation de son nom en botanique est KARW.

## Biographie
Wilhelm Friedrich von Karwinski (ou Karwinsky) est né à Keszthely le 19 février 1780, sur les rives occidentales du lac Balaton, à mi-chemin entre Budapest (Hongrie) et Zagreb (Croatie). Il est mort à Munich à l’âge de 75 ans, le 2 mars 1855.
Il est issu d'une famille noble, sa mère (1754-1816) était la fille de Wilhelm Friedrich von Gleichen-Rußwurm (1717-1783), biologiste, et son père († 1814) était militaire sous les Habsbourg. Il a fait des études d’ingénieur des mines à Vienne - profession qu’il exerça un certain temps en Espagne. Après avoir hérité d’une propriété en Bavière, il s’installa à Munich en 1815.

## Activité
En tant que naturaliste, il s’intéressa à la géologie, la botanique, et notamment aux fossiles de l’ère paléozoïque. Sa femme Élise von Karwinski était née Gräfin von Nys (1793-1863).
Karwinski fit des expéditions naturalistes au Brésil en 1821-1823 (en grande partie dans l’État de Rio de Janeiro, notamment dans la serra dos Órgãos) et au Mexique en 1827-1832 (dans l’Oaxaca, et à Ixmiquilpan et Zimapán etc.) où il a travaillé pour le compte d’une société minière germano-américaine de Düsseldorf et pour le compte des collections de l’État bavarois en vue de récolter des spécimens botaniques. Il retourna au Mexique en 1840-1843, en compagnie du botaniste danois Frederik Michael Liebmann, dans la région de Vera Cruz et la région côtière, envoyé pour le compte du gouvernement russe.

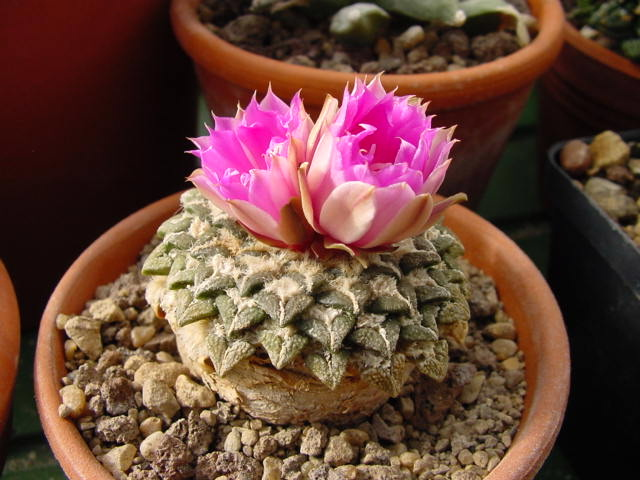
Aiocarpus kotschoubeyanus

Selon Urban 1906, les plantes collectées au Brésil se trouvent dans l’herbier de von Martius (maintenant au Jardin botanique national de Belgique à Bruxelles) et non pas à Munich. Les spécimens de la première mission au Mexique sont dans les collections d'État de Munich (de) et ceux de la deuxième mission au Mexique ont été envoyés de Munich à Saint Pétersbourg et dupliqués dans l'herbier de Delessert, maintenant à Genève et à l’Université Christian-Albrecht de Kiel.
Du Mexique, il a envoyé de nombreux cactus et agaves vivants à Munich. Comme les orchidées, les cactus ont atteint des prix élevés auprès des collectionneurs au XIXe siècle. Il a ainsi vendu un spécimen rare d’Ariocarpus kotschoubeyanus en 1842, pour 1 000 francs, ce qui était bien plus que son poids en or.
En 1816, il devint membre honoraire de l’Académie bavaroise des sciences.
Plusieurs plantes et animaux ont été nommés en son honneur, comme la vergerette de Karwinski (Erigeron karvinskianus), le cactus Mammillaria karwinskiana, le genre Karwinskia (en) de la famille des Rhamnaceae, ou le papillon Smyrna karwinskii (en).